# Julien Roturier
Pour l’article homonyme, voir Roturier.
Julien Roturier, né le 9 avril 1978 à Nevers, est un écrivain français d'horreur, épouvante et science-fiction, et auteur d'un témoignage autobiographique sur le thème du traitement de l'addiction en centres spécialisés. Il réside à Dijon où il a écrit une partie de son œuvre et travaille depuis le début des années 2000 comme photographe, graphiste et musicien.

## Biographie
Julien Roturier naît à Nevers en 1978. Il fait ses études à Dijon, où il travaille depuis en tant que photographe et graphiste. Son intérêt pour la photographie remonte à sa rencontre avec le portraitiste Fabrice Lévêque à la fin des années 1990, avec lequel il entretient depuis une relation amicale et professionnelle privilégiée. L'une de ses nouvelles est publiée pour la première fois dans un magazine de littérature fantastique local, Freaks, en 2010. Peu de temps après il devient un collaborateur technique régulier de l'écrivain Jacques-François Piquet, qui l'incite à chercher un éditeur.
En 2012, Julien Roturier s'installe à Tournus, en Saône-et-Loire, où il signe pour un premier recueil de nouvelles fantastique-horreur intitulé Sténopé aux éditions Luciférines et paru en 2014,.
Toujours à Tournus, il participe à la création de l'association culturelle Les Cumul'Arts, qui organise entre 2013 et 2015 divers événements dans la ville et à proximité, dont un festival musical, des expositions et un concours de nouvelles,. La structure est lancée sur une idée de Gérald Touillon, et ses premiers membres constituent une partie de l'équipe technique et de la distribution du second long métrage du réalisateur, Tranquilou (2015), auquel Julien Roturier participe en tant qu'assistant cadreur, musicien et figurant.
Après sa première publication dans le domaine de la fiction, il écrit un ouvrage autobiographique tournant autour de l'addiction, et plus précisément de l'alcoolisme et de la vie en structure de sevrage, rédigé pendant et à la suite d'un premier séjour en centre d'addictologie. À l'issue d'une campagne de financement participatif lancée courant 2016 il auto-édite une première version de son « journal d'un addict en addictologie », que le poète, écrivain et éditeur Alain Kewes décrit comme « un témoignage d'une grande honnêteté » portant « un regard attentif aux autres » et comme « une lecture qui marque et même, souvent, fait rire ». Une version remaniée et largement augmentée, intitulée En Substances, est publiée début 2019 aux éditions du Lys Bleu.
L'auteur sort en parallèle un second recueil de nouvelles, à dominante fantastique-horreur parsemé de quelques textes orientés vers la science-fiction, Vigor Mortis, publié aux éditions Otherlands en décembre 2017 et réédité en version corrigée en 2019.
En juin 2021 les éditions Otherlands publient Tandis que brûlent les koalas, un roman court de science-fiction dystopique qui caricature la société française du début du XXIe siècle en plaçant le protagoniste quelques décennies dans le futur, dans une France devenue « Démocratie de droit divin » où les dérives politiques, sociales, religieuses et culturelles actuelles sont exacerbées.

## Œuvre

### Roman
- 2021 : Tandis que brûlent les koalas, Otherlands (collection Over Otherlands), Paris, 88 pp.  (ISBN 2797302176).

### Récits autobiographiques
- 2015 : Morceaux en forme d'espoir : Journal d'un addict en addictologie — AKDP (auto-édition), 57 pp. (ASIN B01KXDSO7E).
- 2019 : En Substances — éditions Le Lys Bleu, Paris, 172 pp.  (ISBN 9782851137500).

### Nouvelles
- Magazines et ouvrages collectifs :
  - 2010 : L'Hôte e(s)t l'invité in Freaks no 5 pp. 26-28, magazine, éditions Freaks Corp, Dijon  (ISSN 2104-8053).
  - 2015 : Ire réversible in Créatures des Otherlands vol. 2, collectif, éditions Otherlands, Paris  (ISBN 2797300459).
- Recueils :
  - 2014 : Sténopé — onze nouvelles, éditions Luciférines, Lyon, dix illustrations par Dorothée Delgrange (version numérique novembre 2016), 178 pp.  (ISBN 9791096492046).
  - 2017 : Vigor Mortis — quinze nouvelles, éditions Otherlands (collection Over Otherlands), Paris, réédité en 2020, 202 pp.  (ISBN 978-2797301867).